# Біггерс (Арканзас)
Біггерс (англ. Biggers) — місто (англ. town) в США, в окрузі Рендолф штату Арканзас. Населення — 305 осіб (2020).

## Географія
Біггерс розташований за координатами 36°19′53″ пн. ш. 90°48′21″ зх. д. / 36.33139° пн. ш. 90.80583° зх. д. (36.331473, -90.805867).  За даними Бюро перепису населення США в 2010 році місто мало площу 2,69 км², з яких 2,64 км² — суходіл та 0,05 км² — водойми.

## Демографія
Згідно з переписом 2010 року, у місті мешкало 347 осіб у 136 домогосподарствах у складі 98 родин. Густота населення становила 129 осіб/км².  Було 158 помешкань (59/км²). 
Расовий склад населення:
| - 95,4 % — білих - 0,3 % — вихідців з тихоокеанських островів - 0,3 % — чорних або афроамериканців |

До двох чи більше рас належало 3,2 %. Іспаномовні складали 1,4 % від усіх жителів.
За віковим діапазоном населення розподілялося таким чином: 24,8 % — особи молодші 18 років, 57,0 % — особи у віці 18—64 років, 18,2 % — особи у віці 65 років та старші. Медіана віку мешканця становила 38,2 року. На 100 осіб жіночої статі у місті припадало 96,0 чоловіків;  на 100 жінок у віці від 18 років та старших — 91,9 чоловіків також старших 18 років.
Середній дохід на одне домашнє господарство  становив 64 790 доларів США (медіана — 37 813), а середній дохід на одну сім'ю — 79 697 доларів (медіана — 52 500). Медіана доходів становила 34 688 доларів для чоловіків та 28 750 доларів для жінок. За межею бідності перебувало 15,8 % осіб, у тому числі 21,3 % дітей у віці до 18 років та 12,1 % осіб у віці 65 років та старших.
Цивільне працевлаштоване населення становило 123 особи. Основні галузі зайнятості: освіта, охорона здоров'я та соціальна допомога — 39,8 %, роздрібна торгівля — 14,6 %, виробництво — 12,2 %, сільське господарство, лісництво, риболовля — 9,8 %.